# Hans Alsér
Hans Alsér (né le 23 janvier 1942 à Borås, mort le 15 janvier 1977) est un pongiste suédois.
Il a été champion d'Europe en simple en 1962 et 1970, champion d'Europe en double en 1966, et champion du monde en double en 1967 et 1969, associé à son compatriote Kjell Johansson. Il a été champion de Suède à six reprises.
Il a contribué à améliorer les revêtements de raquettes, dont un bois porte d'ailleurs son nom.
Après sa carrière sportive, il a été entraineur de l'équipe d'Allemagne (1971-1974) et de Suède (1974-1977).
Il est mort dans l'accident du Vol Linjeflyg 618 près de Stockholm à l'âge de 34 ans.